# Pujols-sur-Ciron
Pujols-sur-Ciron ist eine französische Gemeinde mit 924 Einwohnern (Stand 1. Januar 2022) im Département Gironde in der Region Nouvelle-Aquitaine.
Sie liegt 39 km südsüdöstlich von Bordeaux. An der östlichen Gemeindegrenze verläuft der Fluss Ciron, in den hier der Tursan und der Arec einmünden. Im Norden der Gemeindegemarkung verläuft die Autoroute A62.
Die Nachbargemeinden sind Barsac im Nordosten, Preignac im Osten, Bommes im Südosten, Budos im Südwesten, Landiras im Westen und Illats im Nordwesten.

## Bevölkerungsentwicklung
| Jahr      | 1962 | 1968 | 1975 | 1982 | 1990 | 1999 | 2007 | 2017 |
| --------- | ---- | ---- | ---- | ---- | ---- | ---- | ---- | ---- |
| Einwohner | 524  | 550  | 419  | 575  | 649  | 722  | 717  | 780  |

## Sehenswürdigkeiten
- Pfarrkirche St-Pierre-aux-Liens, seit 1908 ein Monument historique, mit Taufbecken (Monument historique)

Siehe auch: Liste der Monuments historiques in Pujols-sur-Ciron

## Persönlichkeiten
- Anne Bourguignon (1950–2019), Schauspielerin, verbrachte ihre Kindheit auf Schloss Mauras in Pujols-sur-Ciron

## Gemeindepartnerschaft
- Casalarreina (Spanien) seit 1992